# Tetragnatha valida
Tetragnatha valida är en spindelart som beskrevs av Eugen von Keyserling 1887. Tetragnatha valida ingår i släktet sträckkäkspindlar, och familjen käkspindlar. Inga underarter finns listade i Catalogue of Life.